# لوس سرلیوس (نیومکزیکو)
لوس سرلیوس (به انگلیسی: Los Cerrillos) یک منطقهٔ مسکونی در ایالات متحده آمریکا است که در شهرستان سنتافه، نیومکزیکو واقع شده‌است. لوس سرلیوس ۳٫۶ کیلومتر مربع مساحت و ۲۲۹ نفر جمعیت دارد.